# فيكتوريا أميرة هسن والراين
الأميرة فيكتوريا ألبرتا إليزابيث ماتيلد ماري أميرة هيسن والراين (5 أبريل 1863 - 24 سبتمبر 1950)، وكانت تُعرف لاحقًا فيكتوريا مونتباتن، مركيزة ميلفورد هافن هي ابنة لويس الرابع دوق هسن الأكبر (1837- 1892)، وزوجته الأولى هي الأميرة أليس أميرة المملكة المتحدة (1843- 1878)، ابنة الملكة فيكتوريا وألبرت أمير ساكس كوبورغ وغوتا.
توفيت والدتها عندما كان شقيقها وشقيقاتها في سن الصغر والذي تسبب في تحملها مسؤولية إخوتها في وقت مبكر. تزوجت ابن عم والدها الأول، لويس أمير باتنبرغ، وهو ضابط في الأسطول الملكي للولايات المتحدة. وقد تزوجته عن حب وقضت معظم حياتها في مختلف أنحاء أوروبا في مشاركات زوجها في الأسطول وزيارة العديد من أقاربها الملكيين. وكانت عائلتها تنظر إليها على أنها متحررة في نظرتها للمستقبل، صريحة ومستقيمة، عملية، ومشرقة.
أثناء الحرب العالمية الأولى، تخلت هي وزوجها عن ألقابهما الألمانية واتخذا لقب "مونتباتن" البريطاني، وهو ترجمة إنجليزية للقب الألماني "باتنبرغ"، واثنين من أخواتها – إليزابيث وأليكس"، اللتان تزوجتا في العائلة الإمبراطورية الروسية- اغتالهما الثوار الشيوعيون.
وكانت فيكتوريا هذه جدة الأمير فيليب دوق أدنبرة " من ناحية الأم، هو دوق أدنبرة، زوج الملكة إليزابيث الثانية.

## نشأتها

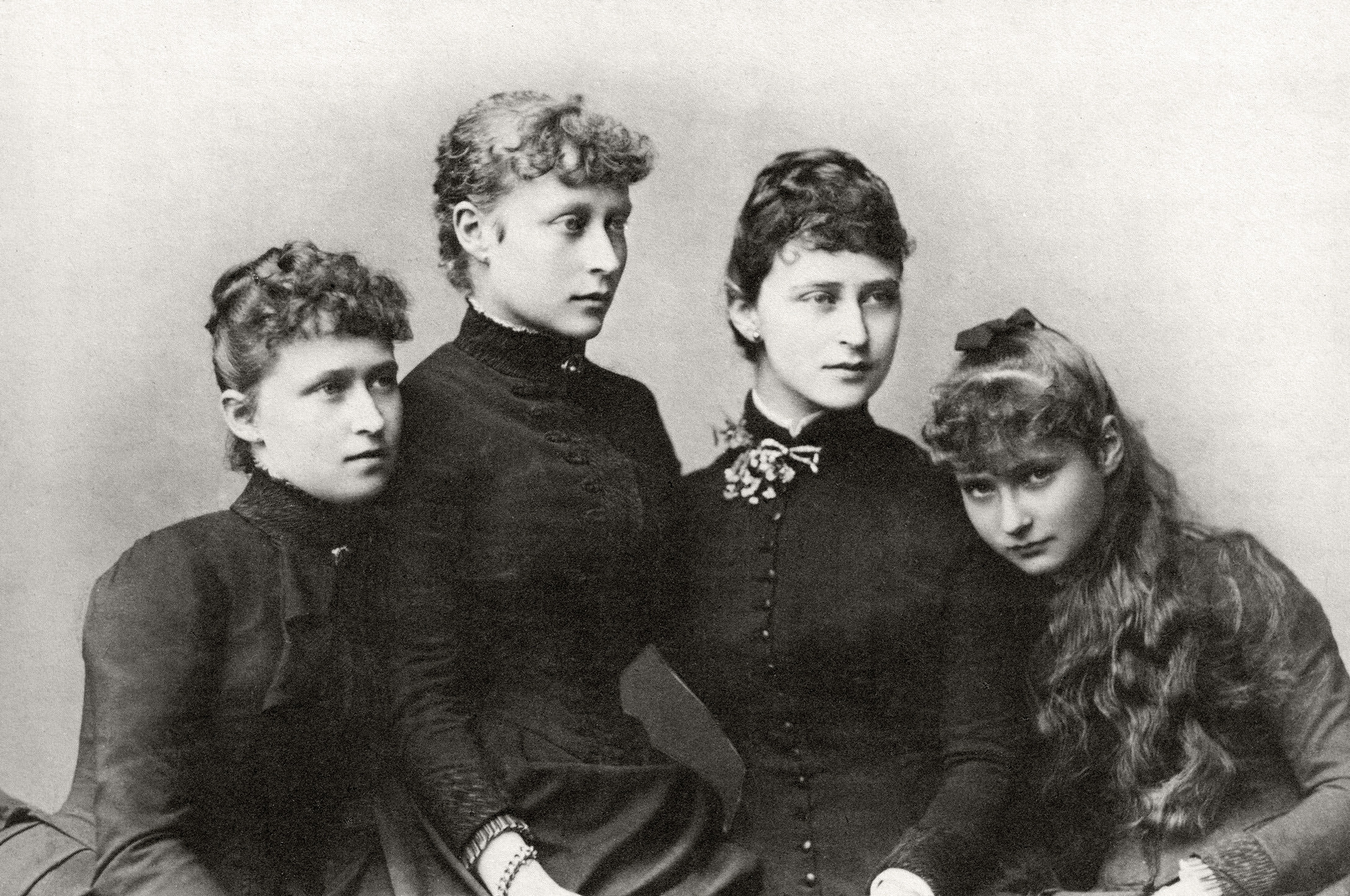
الأخوات الأربع أميرات هسن: (من اليسار إلى اليمين) إيرين، فيكتوريا، إليزابيث، وأليكس، 1885

ولدت فيكتوريا في عيد الفصح يوم الأحد في قلعة وندسور في وجود جدتها من ناحية الأم، فيكتورياالمملكة المتحدة. وتم تعميدها على الاعتقاد اللوثري في أحضان الملكة في 27 أبريل. وقضت أيامها الأولى في بوسانجن، وهي إحدى ضواحي مدينة دار مشتات، ألمانيا، حتى انتقلت العائلة إلى القصر الجديد في دار مشتات عندما كانت في الثالثة من عمرها. وهناك شاركت غرفة مع شقيقتها الصغرى، إليزابيث، حتى سن البلوغ. وتلقت تعليمها بشكل خاص على مستوى عال، وكانت قارئة نهمة طوال حياتها.
أثناء الغزو البروسي لولاية هيسن في يونيو 1866، تم إرسال كل من فيكتوريا وإليزابيث إلى إنجلترا للعيش مع جدتهما لحين انتهاء الأعمال العدائية بعد دخول هيسن كاسل وأجزاء من هسين- دار مشتات في بروسيا. وأثناء الحرب الفرنسية البروسية 1870، أنشئت المستشفيات العسكرية في ساحة القصر في دار مشتات، وساعدت فيكتوريا في قاعة إطعام الفقراء الحساء مع والدتها. وتذكرت برد الشتاء القارس والحساء الساخن الذي أحرق ذراعها. وفي 1872 تم تشخيص شقيق فيكتوريا البالغ من العمر ثمانية عشرة عامًا، فردريك، بإصابته بمرض الهيموفيليا، وهو مرض سيولة الدم. وكان هذا التشخيص بمثابة صدمة لجميع العائلات الملكية في أوروبا؛ فقد انقضى عشرون عامًا على إنجاب الملكة فيكتوريا للابن ذي مرض الهيموفيليا، الأمير ليوبولد دوق ألبانيا، وكانت هذه بمثابة الإشارة الأولى إلى أن اضطراب النزيف في العائلة الملكية هو أمر وراثي. وفي العام التالي، سقط فريدريك من النافذة على درجات حجرية مما أدى إلى وفاته. وكانت تلك الحادثة أولى المآسي العديدة التي أحاطت عائلة هسن.
في أوائل نوفمبر "تشرين الثاني" 1878، أصيبت فيكتوريا بمرض الخنّاق "الدفتيريا" ومن ثم نُقلت إليزابيث على الفور من الحجرة التي كانت تشاركها معها فقد كانت هي الفرد الوحيد في العائلة الذي لم يصاب بالمرض. ولعدة أيام، اهتمت والدة فيكتوريا، الأميرة أليس، بالمريضة ولكنها عجزت عن إنقاذ ابنتها الصغرى، ماري شقيقة فيكتوريا، التي توفت في منتصف نوفمبر "تشرين الثاني". وعندما تمثل بقية أفراد الأسرة إلى الشفاء، سقطت الأميرة أليس مريضة. توفت في 14 ديسمبر، وهو ذكرى وفاة والدها، الأمير ألبرت. وبما أن فيكتوريا هي الابنة الكبرى فقد تولت جزئيًا دور الأم للأطفال الصغار بجانب دورها كصديقة لوالدها. وكتبت فيكتوريا لاحقًا، "كانت وفاة أمي خسارة لا تعوض، فقد انتهت طفولتي مع موتها لأنني أصبحت الفتاة الكبرى والأكثر تحملاً للمسؤولية.

## زواجها وعائلتها
في التجمعات العائلية، كثيرا ما تلتقي فيكتوريا بـ «لويس» أمير باتنبرغ، وهو أول قريب لها من الدرجة الثانية وأحد أعضاء الفرع المرغنطي من عائلة هسن الملكية. واعتمد الأمير لويس الجنسية البريطانية وكان ضابطًا في الأسطول الملكي. وفي شتاء 1882، تقابلا مرة أخرى في درمشتات وتمت خطبطهما في الصيف التالي.
وبعد تأجيل الزفاف لفترة وجيزة بسبب وفاة خالها الدوق «ألباني»، تزجت فيكتوريا من الأمير لويس في 30 إبريل 1994 في درمشتات. لم يوافق والدها على هذا الزواج إذ أنه يرى أن الأمير لويس لديه القليل من المال وسيحرمه من وجود ابنته بجانبه لأن الزوجين سينتقلان بطبيعة الحال للعيش خارج بريطانيا. ومع ذلك، لاحظت فيكتوريا ذات العقل المستقل استياء والدها. ومما يلفت النظر هو أن والد فيكتوريا قد تزوج في مساء اليوم ذاته من عشيقته الغير ملقبة، ألكساندرين دو كولمين، وهي الزوجة السابقة للسفير الروسي في درمشتات. وكان زواجه من مطلقة من عامة الشعب بمثابة صدمة للأسر الملكية في أوروبا برمتها. ومن خلال الضغوط الدبلوماسية والعائلية، اضطر والد فيكتوريا لطلب فسخ عقد زواجه.
وفي الستة عشرة عام التالية، أنجبت فيكتوريا أربعة أولاد وهم:
| الاسم | تاريخ الميلاد  | تاريخ الوفاة  | الزواج                                                                                   |
| ----- | -------------- | ------------- | ---------------------------------------------------------------------------------------- |
| أليس  | 25 فبراير 1885 | 5 ديسمبر 1969 | تزوجت عام 1903 من أندرو أمير اليونان والدنمارك، أنجبت خمسة أطفال، بما في ذلك دوق أدنبره. |
| لويز  | 13 يوليو 1889  | 2 مارس 1965   | تزوجت عام 1923 من غوستاف السادس أدولف ملك السويد (زواجه الثاني)، أنجبت طفلة ميتة.        |
| جورج  | 6 نوفمبر 1892  | 8 إبريل 1938  | تزوج عام 1916 من الكونتيسة ناديجدا ميخيلوفنا دو توربي، أنجب طفلين                        |
| لويس  | 25 يوليو 1900  | 27 أغسطس 1979 | تزوج عام 1922 من إدوينا سينثيا أنيتاأشلي، أنجب طفلين                                     |

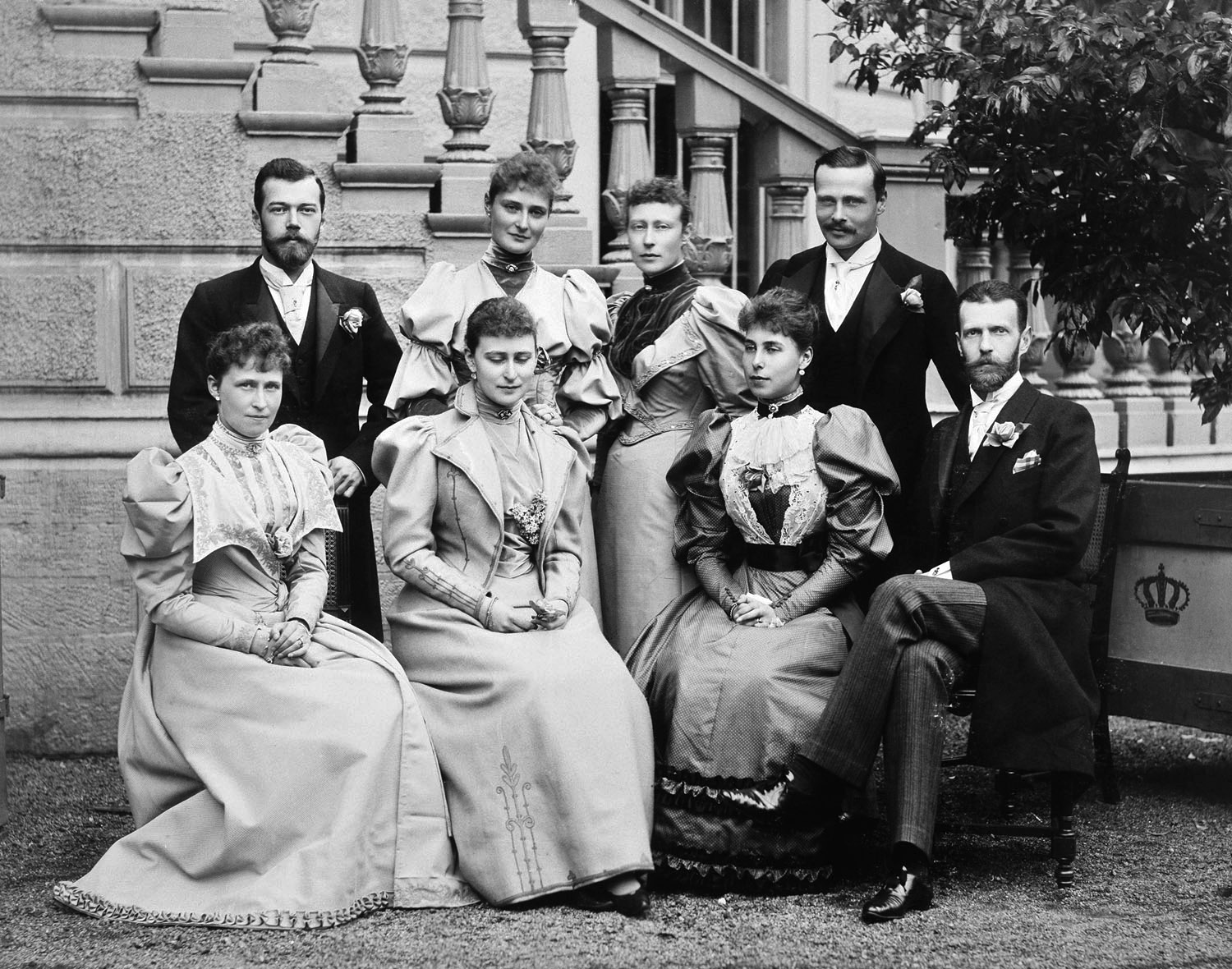
فيكتوريا(الصف الخلفي، الثانية من ناحية اليمين) في زواج شقيقها "إرنست لويس" (الصف الخلفي، على اليمين) من فيكتوريا مليتا أميرة ساكس كوبورغ غوتا (الجالسة، الثانية من اليمين)، 1894. نيكولاس الثاني أمير روسيا وخطيبته أليكس في الصف الخلفي من اليسار، إيرين وإليزابيث تجلسان في الصف الأمامي على اليسار، يجلس على اليمين الدوق الأكبر "سيرغي ألكسندروفيتش دوق روسيا (زوج إليزابيث).

كانوا يعيشون في سلسة متوالية من المنازل في تشيتشستر، مقاطعة ساسكس، والتون أون تايمز، وسكلوس هيلينبرغ، يوجينهايم. عندما كان الأمير لويس يخدم مع أسطول البحر المتوسط، قضت فيكتوريا بعض فصول الشتاء في مالطا. وفي عام 1887، أصيبت فيكتوريا بمرض التيفويد ولكن بعد أن مرّضها زوجها تعافت بصورة كافية بحلول شهر يونيو لحضور الاحتفالات باليوبيل الذهبي للملكة فيكتوريا في لندن. كانت فيكتوريا تهتم بالعلوم ورسمت خريطة جيولوجية مفصلة لمالطا وشاركت في الحفريات الأثرية سواء في الجزيرة أو ألمانيا. احتفظت فيكتوريا بسجلات دقيقة للكتب التي قرأتها في مجلدات ذات غلاف جلدي وتكشف هذه الكتب عن مجموعة واسعة من الاهتمامات، بما في ذلك الفلسفة الاشتراكية.
تولت فيكتوريا مهنة تعليم أطفالها بنفسها وأخضعتهم للأفكار الجديدة ولاختراعات. فكانت تعلم ابنها، لويس، حتى بلغ سن العاشرة. وقال لويس عنها عام 1968 أنها كانت عبارة عن«موسوعة تسير على الأرض» إذ أنها اكتسبت المعرفة في جميع أنواع المجالات على مدار حياتها، وتتميز بموهبة عظيمة وهي قدرتها على جعل جميع هذه المعارف ممتعة ومثير للاهتمام بالنسبة لي عندما علمتني إياها. كانت تتميز بالنظام والمنهجية تمامًا فكان لدينا جداول زمنية لكل مادة، وكان ينبغي عليّ الإعداد لها وهكذا دواليك. علمتني أمي أن استمتع بالعمل الجاد وأن أكون مجتهدًا. بالإضافة إلى أنها كانت صريحة ومتفتحة بدرجة غير عادية في أعضاء العائلة المالكة. وكانت أيضًا غير متحيزة للسياسة أو الألوان أو أشياء من هذا القبيل.
في عام 1906، حلقت فيكتوريا في منطاد زيبلين، وما يدل على جرأتها أكثر من ذلك ركوبها طائرة ذات جناحين على الرغم من كونها غير مصممة للركاب إذ جلسنا بإحكام على مقعد صغير متعلق بمقعد الطيار من الخلف. وحتى عام 1914، كانت فيكتوريا تزور بانتظام أقاربها في الخارج في كل من ألمانيا وروسيا، ويشمل ذلك شقيقتيها اللتان تزوجتا في العائلة الإمبراطورية الروسية: إليزابيث، التي تزوجت من الدوق الأكبر «سيرغي ألكسندروفيتش»، وأليكس، التي تزوجت من الإمبراطور نيكولاس الثاني. وكانت فيكتوريا أحد أقارب الإمبراطورة الذين حاولوا صرفها عن تأثير راسبوتين. وعند اندلاع الحرب بين ألمانيا وبريطانيا عام 1914، كانت فيكتوريا وابنتها، لويز، في روسيا في مدينة ييكاتيرينبرغ. وسافرت كلتاهما إلى سانت بطرسبرغ بالقطار والباخرة ومن هناك عبر تورينو إلى ستوكهولم. وأبحرت كلتاهما من برغن، النرويج، على متن «السفينة الأخيرة» في عودتهما إلى بريطانيا.

## أواخر حياتها

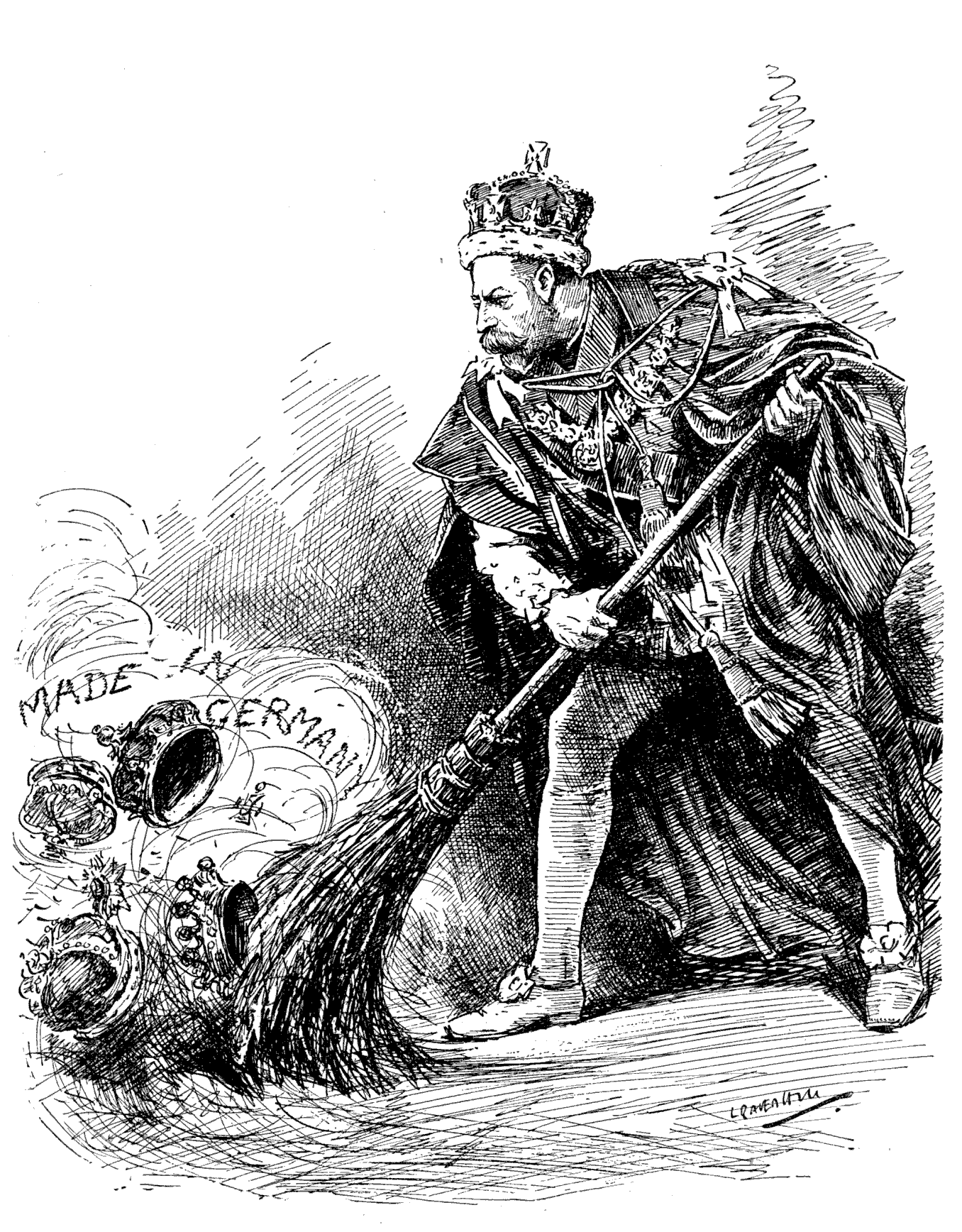
رسم كاريكاتيري نشرته مجلة بانش عام 1917 يظهر الملك جورج الخامس يكنس الألقاب الألمانية التي تولاها أفراد عائلته

أُجبر الأمير لويس على الاستقالة من منصبه في البحرية في بداية الحرب عندما بدأت أصوله الألمانية تسبب له الإحراج، فانتقل الزوجان في سنوات الحرب إلى كينت هاوس في جزيرة وايت، التي أهدتها إياها عمتها الأميرة لويز دوقة أرغيل. حمّلت فيكتوريا الحكومة «التي لم يحترمها أو يثق بها بحق إلا القليل» مسؤولية إجبار زوجها على الاستقالة. فقد كانت لا تثق بأمير البحرية الأول، ونستون تشرشل، لأنه كان، في نظرها، غير جدير بالثقة — فقد استعار كتابًا ذات مرة وامتنع عن إعادته. دفعت عداوة الشعب المستمرة ضد ألمانيا الملك جورج الخامس ملك المملكة المتحدة إلى التخلي عن ألقابه الألمانية، وفي التاريخ نفسه في 14 يوليو «تموز» من عام 1917، تخلى كل من الأمير لويس والأميرة فيكتوريا عن لقبيهما متخذين من النسخة الإنجليزية لاسم عائلتهم باتنبرغ - مونتباتن - لقبًا لهم. وبعد مضيّ أربعة أشهر، كرم الملك الأمير لويس من جديد ومنحه لقب مركيز ميلفورد هافن. وفي خضمّ الحرب، قتلت كلتا شقيقتي الأميرة فيكتوريا، أليكس وإليزابيث، في أحداث الثورة الروسية، وعُزل أخوها، إرنست لويس، دوق هسن الأكبر، من منصبه. وفي آخر زيارة لها إلى روسيا في عام 1917، مرت فيكتوريا بالمنزل الذي قُتلت فيه أليكس بمدينة ييكاتيرينبرغ بعد ذلك. وفي يناير «كانون الثاني» 1921، بعد رحلة طويلة واسعة، حضرت فيكتوريا مراسم دفن جثمان إليزابيث في مدينة القدس. أما جثة أليكس، فلم يتكمن أحدٌ من العثور عليها طوال حياة فيكتوريا.
تُوفّيَ زوج فيكتوريا في لندن في شهر سبتمبر «أيلول» من عام 1921. فبعد أن التقى بها في نادي البحرية والجيش في بيكاديللي، شكا إليها شعوره بوعكة صحية فأقنعته فيكتوريا بالراحة في الغرفة التي سبق لهما حجزها في ملحق النادي. وبعدها استدعت طبيبًا، فوصف له عددًا من الأدوية وأسرعت فيكتوريا لتصرفها من أقرب صيدلاني. وعندما عادت، كان لويس قد رحل عنها. في فترة ترمّلها، انتقلت فيكتوريا للعيش بمسكن جريس آند فيفور في قصر كنسينغتون وحسب قول كاتب سيرتها، «أصبحت شخصية أموية رئيسية في حياة من بقي من العائلة الملكية في أوروبا». وفي عام 1930، تعرضت ابنتها الكبرى، أليس، لانهيار عصبي وشخّص الأطباء إصابتها بمرض الفُصام. وفي العقود اللاحقة، تولت فيكتوريا مسؤولية تعليم حفيدها فيليب وتربيته في فترة انفصال والديه وخضوع والدته لإعادة التأهيل. ويقول الأمير فيليب في ذلك: «أحببت جدتي حبًا جمًّا لأنها دائمًا ما كانت تبادر بالمساعدة. وكانت تجيد التعامل مع الأطفال... فقد اتبعت المنهج التطبيقي في التعامل معهم. وهذا ما مكنها من التعامل معهم بالطريقة الصحيحة - وهي التوسط بين العقل والعاطفة.»
في عام 1937، تُوفّيَ شقيق فيكتوريا، إرنست لويس، بعد حفنة قصيرة من موت أخت زوجها الأرملة وابن أختها وحفيدتها واثنين من أبناء أحفادها، والذين ماتوا جميعًا إثر تحطم طائرة في مدينة أوستند. تزوجت حفيدة فيكتوريا، سيسيل أميرة اليونان والدنمارك، ابن شقيق فيكتوريا (ابن إرنست لويس)، جورج دوناتوس دوق هسن. ولكنّهما ونجلاهما، لويس وألكسندر، قد قتلوا جميعًا. كانت سيسيل تحمل طفلًا بين أحشائها حين ماتت، وقد عُثر عليه جهيضًا بين الحطام. أما أصغر أولاد سيسيل، جوانا، التي لم تكن على متن الطائرة، فقد تنباها خالها لويس أمير هسن والراين ولكنها لم تنج سوى لثمانية عشر عشرًا بعد وفاة والديها وأخويها، فقد تُوفّيَت في عام 1939 جراء إصابتها بمرض الحمى الشوكية.
حلّت فاجعة أخرى بفيكتوريا، عندما مات ابنها جورج جراء إصابته بمرض سرطان العظام في العام التالي. تذكرت حفيدتها، ليدي باميلا هيكس، دموع جدتها على تلك الفاجعة. وفي الحرب العالمية الثانية أُخرجت فيكتوريا من قصر كنسينغتون، وأمضت بعض الوقت في قلعة وندسور برفقة الملك جورج الخامس. أما ابنُها الذي نجا واثنان من أحفادها فقد خدموا في البحرية الملكية، في حين قاتل أقاربها الألمان في صفوف القوات المعارضة. كانت تقضي معظم وقتها في قراءة أخبار أولادها والقلق حيالهم؛ فقد بقيت أليس في اليونان المحتلة ولم تتمكن من مراسلة والدتها لأربعة أعوام في ذروة الحرب. وبعد انتصار قوات التحالف، عُرض على ابنها لويس تولي منصب نائب ملك الهند، فاعترضت بشدة على قبوله، فهي تعلم خطورة هذا المنصب وصعوبته. ولكنه قبل المنصب رغم ذلك.
أصيبت فيكتوريا بمرض التهاب الشعب الهوائية (فقد اعتادت التدخين منذ السادسة عشرة من عمرها)، وذلك في منزل ابنها لويس فيبرودلاندز، هامبشر، في صيف 1950. ويحكى أنها قالت «خيرٌ لي أن أموت في منزلي» فعادت إلى قصر كنسينغتون لترحل منه عن عالمنا. دُفنت بعد موتها بأربعة أيام في كنيسة سانت ميلدريد، ويبنجهام في جزيرة وايت.

## الإرث والذكرى
بمساعدة وصيفتها، البارونة صوفي بوكسهوفيدين، كتبت فيكتوريا سيرتها الذاتية التي لم تُنشر، وهي محفوظة في أرشيف مونتباتن في جامعة ساوثهامبتون، وهي مصدر هام للمؤرخين الملكيين.
نُشرت مجموعة مختارة من خطابات الملكة فيكتوريا مع تسجيل للأحداث بقلم ريتشارد هوغ بالإضافة إلى مقدمة تتحدث عن حفيدة فيكتوريا، باتريشيا مونتباتن.
قال ابن فيكتوريا متذكرًا والدته في نهر من المشاعر: "كانت والدتي سريعة البديهة، كثيرة الكلام، مغامرة تحب الجدال. وبفضل ذكائها الفائق، عملت على توسيع مدارك الشعب." كانت حفيدتها تراها "جليلة لكن غير مهيبة إطلاقًا .... امرأة صادقة إلى أبعد الحدود، مفعمة بالفطرة السليمة والحياء. كتبت فيكتوريا في أيامها الأخيرة النص المنقوش على ضريحها التذكاري وصرحت به في خطابات أرسلتها إلى ابنها وأشارت إليه في محادثاتها معه قائلة: "لا يخلّد التاريخ سوى العمل الصالح الذي يقدّمه المرء دون اعتبار لرتبته أو لقبه... لم يخطر ببالي أن أحدًا لن يتذكرني سوى لأنني والدتك. فلقد صرتَ عَلمًا يُهتدى به. أما أنا، فلا أحدَ يعرفُني، ولا أبالي."

## الألقاب وعبارات التعظيم
- أبريل 1863 - 30 أبريل «نيسان» 1884: صاحبة السمو الدوقي الأعظم فيكتوريا أميرة هسن والراين
- أبريل 1884 - 14 يوليو «تموز» 1917: صاحبة السمو الدوقي الأعظم لويس أميرة باتنبرغ
- يوليو – 7 نوفمبر «تشرين الثاني» 1917: ليدي مونتباتن
- نوفمبر 1917 - 11 سبتمبر 1921: فخامة مركيزة ميلفورد هافن
- سبتمبر 1921 - 24 سبتمر «أيلول» 1950: فخامة الأرملة مركيزة ميلفورد هافن